# Полетика, Василий Григорьевич
Василий Григорьевич Поле́тика (1765, Санкт-Петербург — 1845, Коровинцы, Роменский уезд, Полтавская губерния) — русский писатель, ориенталист, историк; адъютант директора Морского Кадетского Корпуса И. Л. Голенищева-Кутузова, статский советник. Сын лексикографа Григория Полетики, племянник врача Ивана Полетики.

## Биография
Родился в Санкт-Петербурге в дворянской семье. Учился в Виленском университете, изучал иностранные языки: в частности, хорошо владел латинским, французским, немецким и польским языками. Состоял в браке с петербурженкой Анастасией Фоминичной Тихорской, дочерью статского советника. От брака с Анастасией Фоминичной у Василия Григорьевича было шестеро детей.
4-го декабря 1786 года поступил на военную службу в чине поручика. В 1786, 1787 и 1788 годах Полетика находился во флотских батальонах в Кронштадте и был одно время адъютантом директора Морского Кадетского Корпуса И. Л. Голенищева-Кутузова. 1-го января 1789 года произведён в капитаны, а 17-го августа того же года определен, по личному прошению, в Софийский пехотный полк, откуда впоследствии отпросился в отпуск на юг России в связи с ухудшением здоровья.
В апреле 1790 года подал прошение об увольнении со службы по причине «цинготной болезни». Выйдя в отставку с военной службы, Василий Полетика часто наезжал в Петербург, где встречался со своими дядьями, а также с двоюродным братом, кавалергардом А. М. Полетикой. Переселившись в Малороссию, Василий Полетика унаследовал большие имения, доставшиеся ему в Роменском, Стародубском, Черниговском и Путивльском уездах по смерти отца. Умер в чине статского советника в 1845 году в имении Коровинцы в Роменском уезде, где был погребён.

## Литературная деятельность
При жизни Полетики был опубликован его «Опыт рассуждений о первоначальных делах мира, о древнем Египте, об ассирианах, мидянах и персах» с посвящением И. Л. Голенищеву-Кутузову, изданный в Санкт-Петербурге в 1788 году. Будучи в Малороссии, Полетика намеревался написать историю малороссийского дворянства. На этой почве переписывался с предводителем полтавского дворянства Василием Чарнышём, а также с собирателем древностей Адрианом Чепой. Доподлинно неизвестно, был ли замысел Полетики воплощён, однако, согласно гипотезе Л. Н. Майкова, под трудом Полетики о малороссийском дворянстве могла подразумеваться знаменитая «История Русов». Василий Полетика также известен как искуссный оратор: сохранилось несколько его речей, произнесённых перед полтавским дворянским собранием; в них Полетика демонстрирует широкие познания в античной философии и литературе.

## Труды
- Опыт рассуждений о первоначальных делах мира, о древнем Египте, об Ассирианах, о Мидянах и о Персах. — Санкт-Петербург, 1788. — 118 с.
- Записка о начале, происхождении и достоинстве Малороссийского дворянства, писанная маршалом Роменского повета Василием Полетикою // Киевская старина. — 1893. — № 1. — С. 1-14.
- Речи Роменского повета маршала Василия Полетики, произнесенные им в собрании дворянства в Полтаве // Вестник Европы. — М., 1803. — № 13. — С. 39-45.
- Записки Василия Полетики // Русские анекдоты военные, гражданские и исторические, часть третья. Москва, 1820. С. 66—69.